# Casa de Sessa

La casa de Sessa es una casa nobiliaria española originaria de la Corona de Castilla, fundada por el Gran Capitán, segundogénito del V señor de Aguilar, de la casa de Aguilar-Priego. Entre los títulos de la casa estaban, además del propio ducado de Sessa, otros ducados otorgados al Gran Capitán por los Reyes Católicos en el Reino de Nápoles, como el ducado de Santángelo, el ducado de Terranova, el ducado de Andría y el ducado de Montalto. Asimismo en el Reino de Granada la casa poseía el 
estado de Órgiva (en la antigua Taha de Órgiva) y el lugar de Busquístar, en la antigua Taha de Ferreira.
Tras el casamiento de la II duquesa de Sessa con el IV conde de Cabra y su accidentada sucesión, la casa de Sessa quedó incorporada a la casa de Cabra, en la figura de Gonzalo Fernández de Córdoba y Fernández de Córdoba.

## Títulos concedidos a la Casa de Sessa
- Ducado de Santángelo, creado a favor de Gonzalo Fernández de Córdoba y Enríquez de Aguilar, el Gran Capitán, el 10 de marzo de 1497 por el rey Fadrique I de Nápoles;
- Ducado de Terranova,  creado a favor de Gonzalo Fernández de Córdoba y Enríquez de Aguilar, el Gran Capitán, el 11 de abril de 1502 por el rey Fernando II de Aragón;
- Ducado de Sessa, creado a favor de Gonzalo Fernández de Córdoba y Enríquez de Aguilar, el Gran Capitán, el 1 de enero de 1507 por el rey Fernando II de Aragón;
- Ducado de Andría, creado a favor de Gonzalo Fernández de Córdoba y Enríquez de Aguilar, el Gran Capitán, el 1 de enero de 1507 por el rey Fernando II de Aragón;
- Ducado de Montalto,  creado a favor de Gonzalo Fernández de Córdoba y Enríquez de Aguilar, el Gran Capitán, el 1 de enero de 1507 por el rey Fernando II de Aragón.